# Јулијус Кубањи
Јулијус Кубањи (свк. Július Kubány; Гложан, 10. јун 1875 – Бачки Петровац, 10. јул 1926) је био словачки учитељ, национални радник и први директор гимназије у Бачком Петровцу.

## Биографија
Похађао је народне школе у Гложану и Бачком Петровцу, а касније у евангеличком сиротишту у Пешти. Први и други разред средње школе завршио је у Будимпешти, а трећи и четврти разред гимназије у Сарвашу. Потом је уписао Учитељски факултет у Баји. Током студија добија позив евангеличке цркве у Бачком Петровцу за радно место учитеља и кантора. Учитељски испит положио је у Прешову.
Од 1892. године радио је као учитељ и кантор у Петровцу, а касније је био директор народне школе. Током Првог светског рата осуђен је као издајник на смрт од стране мађарског војног суда у Петроварадину. Међутим, пресуда никад није извршена, а Кубањи је регрутован и послат на фронт. У Петровац се вратио новембра 1918. године.
Кубањи је био активан у многим областима друштвеног и јавног живота Словака у Војводини. Учествовао је у оснивању Певачког друштва, Пољопривредног друштва, Хмељарске школе и штампарије у Петровцу. Такође је био иницијатор оснивања Издавачког друштва, које је издавало лист Národná jednota. Поред тога, био је учесник оснивања Чехословачког савеза у Краљевини СХС, чији је био и секретар.
Покренуо је и иницијативу за оснивање словачке гимназије у Петровцу и присуствовао конститутивној седници Управног одбора гимназије, чији је председник био петровачки свештеник Самуел Штарке. Одмах након оснивања гимназије Кубањи је именован за привременог директора до 11. марта 1920. године.